# Carlo Songa
Carlo Songa (Milano, 1856 – Milano, 27 luglio 1911) è stato un pittore e scenografo italiano.

## Biografia
Allievo del pittore e scenografo Carlo Ferrario, fu attivo presso il Teatro alla Scala di Milano nei primi anni del Novecento. Insieme a Vittorio Rota e Mario Sala formava il cosiddetto "terzetto degli scenografi scaligeri", chiamati così perché seguivano la tradizione di Ferrario.
Con Vittorio Rota disegnò le scene per la prima assoluta della Madama Butterfly di Giacomo Puccini, che debuttò il 17 febbraio 1904. 
Era il padre di Arturo Songa (1893-1940), pittore e decoratore milanese attivo negli anni venti e trenta del Novecento.